# Abstract motief
Onder een abstract motief verstaat men in de narratologie vaak een abstract onderwerp, dat niet meteen zichtbaar is in de tekst, maar wel centraal staan in de geschiedenis (isotopieën); de zaken waar het in het verhaal indirect over gaat. Voorbeelden zijn 'de dood', 'geluk zoeken', 'eenzaamheid', 'liefde' of 'vergankelijkheid'. Vaak zijn de concrete motieven uitwerkingen van abstracte motieven.
Abstracte motieven zijn weer terug te voeren op de concrete motieven. Ze komen voor als bepaalde verhaalgegevens en motieven een voor het hele verhaal relevante, maar minder concrete betekenis krijgen. Een abstract motief is de wijze waarop in een verhaal een gebeurtenis beschreven is, verleent soms een extra betekenis aan die gebeurtenis. In feite is hier dus sprake van beeldspraak. Zowel bij de concrete als de abstracte motieven van een verhaal is het de lezer is die ze aanbrengt. 